# Hermann Engelhard
Hermann Engelhard (Alemania, 21 de junio de 1903-6 de enero de 1984) fue un atleta alemán, especialista en la prueba de 4x400 m en la que llegó a ser subcampeón olímpico en 1928.

## Carrera deportiva
En los JJ. OO. de Ámsterdam 1928 ganó la medalla de plata en los relevos de 4x400 metros, con un tiempo de 3:14.8 segundos, llegando a meta tras Estados Unidos y por delante de Canadá (bronce), siendo sus compañeros de equipo: Harry Werner Storz, Richard Krebs y Otto Neumann. Y también ganó la medalla de bronce en los 800 metros, llegando a meta tras el británico Douglas Lowe y el sueco Erik Byléhn (plata).